# СОТ 161
„СОТ – сигнално-охранителна техника“ ЕООД с основни търговски марки „СОТ“ и „СОТ 161“ е българско предприятие със седалище в София, най-голямото за частна охрана в страната.
Създадено е през 1994 година от Павел Виденов, инженер, с дългогодишен опит в разработката и производството на технически средства за охрана и комуникация, бивш служител на Министерството на вътрешните работи, като поема охранителната дейност на друга фирма на Виденов – „Сектрон“, която се занимава с интегриране и инсталиране на технически системи за сигурност. „СОТ 161“ става първият частен доставчик на услуги с охранителна техника, като по-късно разширява дейността си и с физическа охрана, охрана на ценни пратки, лична охрана и охрана на масови мероприятия.
Към 2015 година „СОТ 161“ има обем на продажбите от 63,7 милиона лева и охранява около 89 хиляди обекта в цялата страна. С около 4700 служители предприятието е и сред най-големите частни работодатели в България.